# Fuller-Insel
Die Fuller-Insel (englisch Fuller Island; russisch остров Кашалот ostrow Kaschalot, deutsch ‚Insel Pottwal‘) ist eine Insel des Highjump-Archipels, die 3 km südlich der Thomas-Insel an der Südseite des Cacapon Inlet an der Knox-Küste des ostantarktischen Wilkeslands liegt.
Kartiert wurde sie anhand von Luftaufnahmen der Operation Highjump (1946–1947). Das Advisory Committee on Antarctic Names benannte die Insel 1956 nach Harold Francis Fuller (1920–2006), einem Mitglied der Flugzeugmannschaft unter Lieutenant Commander David Eli Bunger (1909–1971), die im Februar 1947 in diesem Gebiet eine Landung gewagt hatte.